# Mdina
Mdina (maltesisch L-Imdina) ist eine der früheren Hauptstädte Maltas mit heute 244 Einwohnern (Stand 31. Dezember 2020).

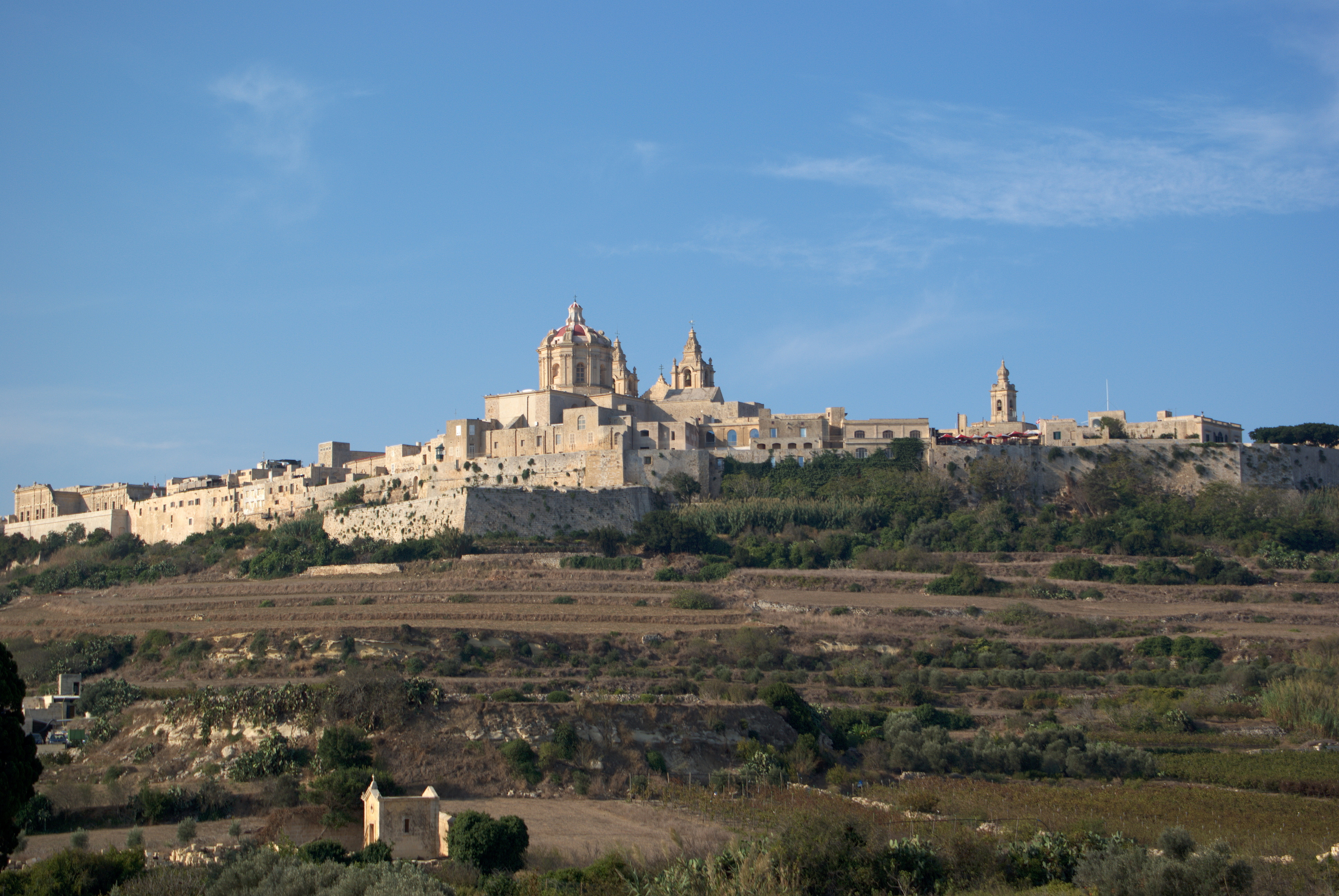
Ansicht von Osten

## Geografie
Mdina liegt im westlichen Zentrum der Insel Malta auf einem 185 Meter hohen Ausläufer des Dingli-Plateaus, dessen Nord-, Ost- und Nordwesthänge steil aus der Landschaft aufragen. Unmittelbar südwestlich schließt sich die größere Zwillingsstadt Rabat an.

## Geschichte
Die Ursprünge der Besiedlung Mdinas gehen in die Bronzezeit zurück, damals diente der Hügel wegen der strategisch günstigen Lage als Wohnplatz. Die Phönizier bauten ihn als Festung aus und nannten den Ort Malet (= Zuflucht). In der Römerzeit wandelte sich der Name in Melita. Die Römer umgaben die Stadt zusammen mit dem benachbarten Rabat mit einer starken Festungsmauer. In dieser Epoche war die Stadt von fast 1.000 Menschen bewohnt. Nachdem 870 die Araber den maltesischen Archipel erobert hatten, gaben sie der Stadt den heutigen Namen Mdina (= Stadt). Um sie besser verteidigen zu können, verkleinerten sie den Befestigungsgürtel auf das Stadtgebiet von Mdina. Eine abermalige Verstärkung erfuhr die Stadtmauer während der Zeit der normannischen Herrschaft im 12. Jahrhundert. Derart günstig gelegen und befestigt, hielt Mdina im Jahre 1422 einem Angriff von 18.000 Hafsiden stand und erhielt daraufhin den Ehrentitel Città Notabile.
Auch den Johannitern, die sich 1530 auf Malta niederließen, sagte die strategische Lage der Stadt zunächst zu, so dass sie Mdina zu ihrer ersten Residenz erkoren. Da bald offensichtlich wurde, dass Malta von der Küste her günstiger zu beherrschen war, musste Mdina den Hauptstadtstatus an Birgu abtreten. Nunmehr war die Stadt nur noch für den maltesischen Adel von Bedeutung, der hier weiterhin den Sitz seiner Selbstverwaltung, der Università, innehatte. Nachdem Valletta 1571 zur endgültigen Hauptstadt Maltas ernannt worden war, strebte die Inselbevölkerung in die neue Metropole, was in Mdina zu einem erheblichen Bevölkerungsschwund führte. Trotzdem erhielt Lorenzo Gafà, Kirchenbaumeisterer auf Malta, 1697 den Auftrag, die im Erdbeben von 1693 zerstörte Kathedrale St. Paul wieder aufzubauen. Sie wurde 1702 geweiht und gilt als Meisterwerk des Erbauers.

## Die Stadt ab dem Ende des 20. Jahrhunderts

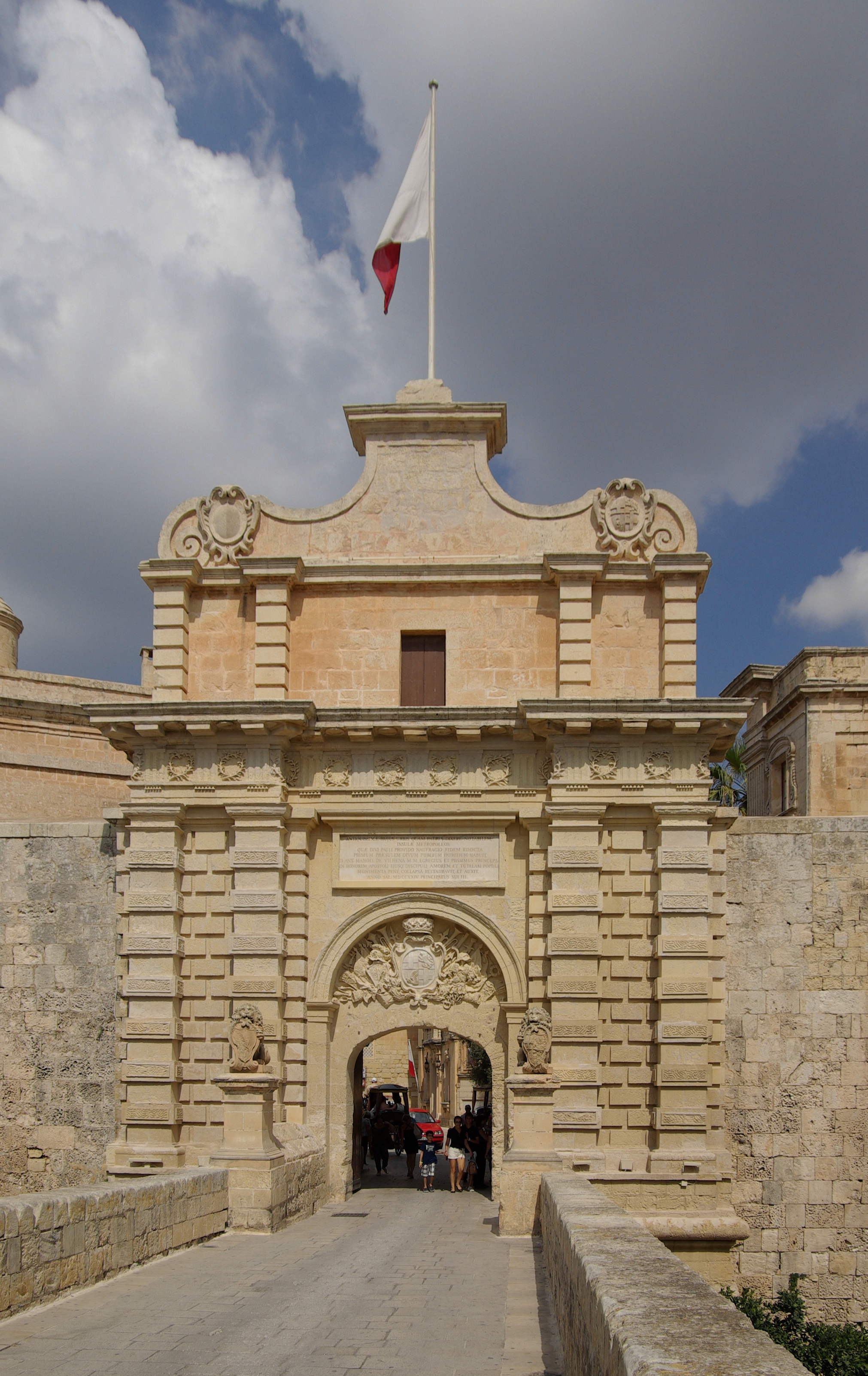
Stadttor von Mdina

Mdina wurde zu einem touristischen Zentrum, in dem die Zeit angehalten zu sein scheint. Das mittelalterliche Stadtbild ist geprägt von schmalen Gassen und den aus dem maltatypischen sandfarbenen Kalkstein errichteten Palästen und Kirchen. Mdina wird auch die stille Stadt genannt, denn es gibt dort nur ein Hotel und wenige Restaurants, sodass die meisten Touristen Tagesgäste sind. Abends präsentiert sich der Ort nahezu menschenleer.

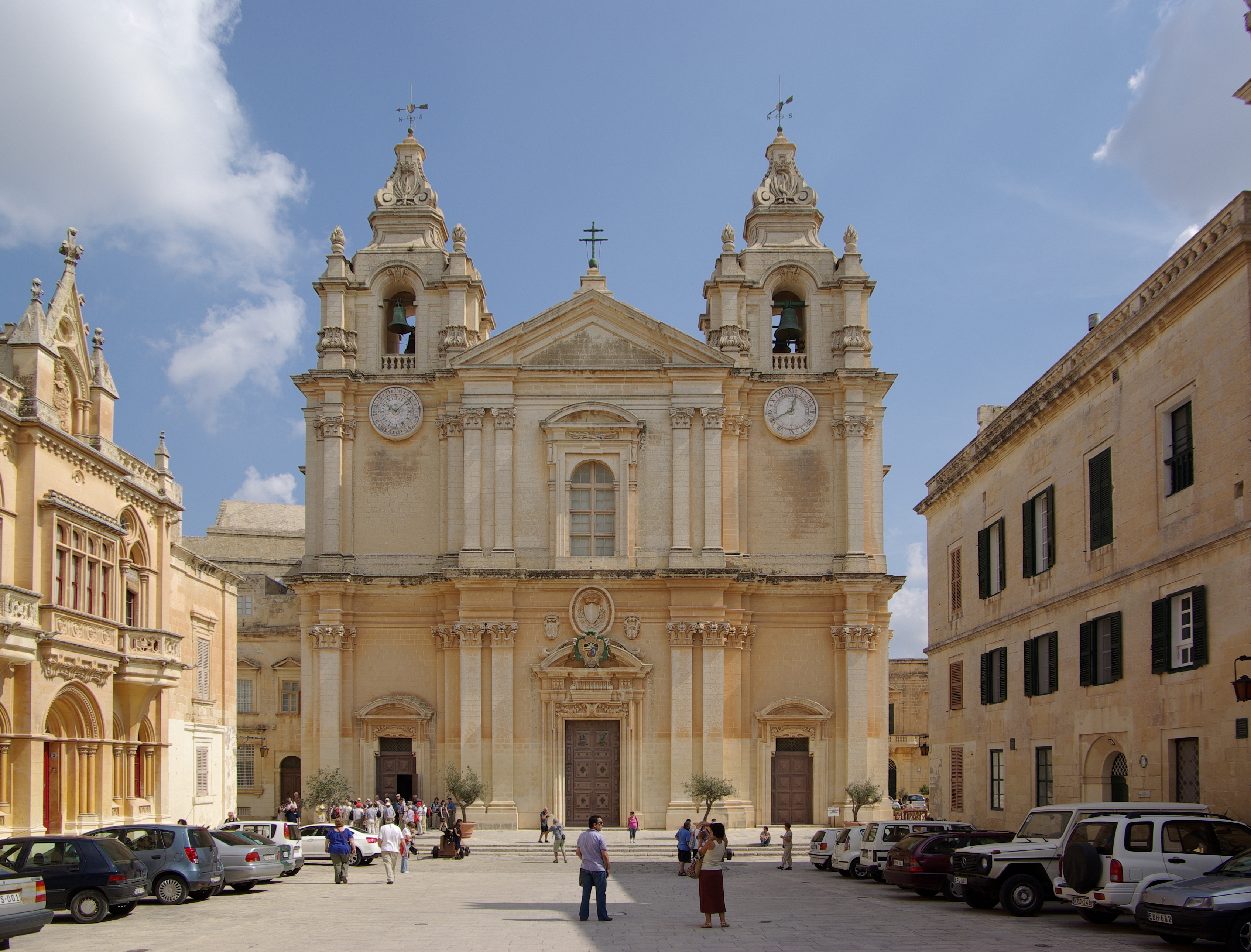
Kathedrale

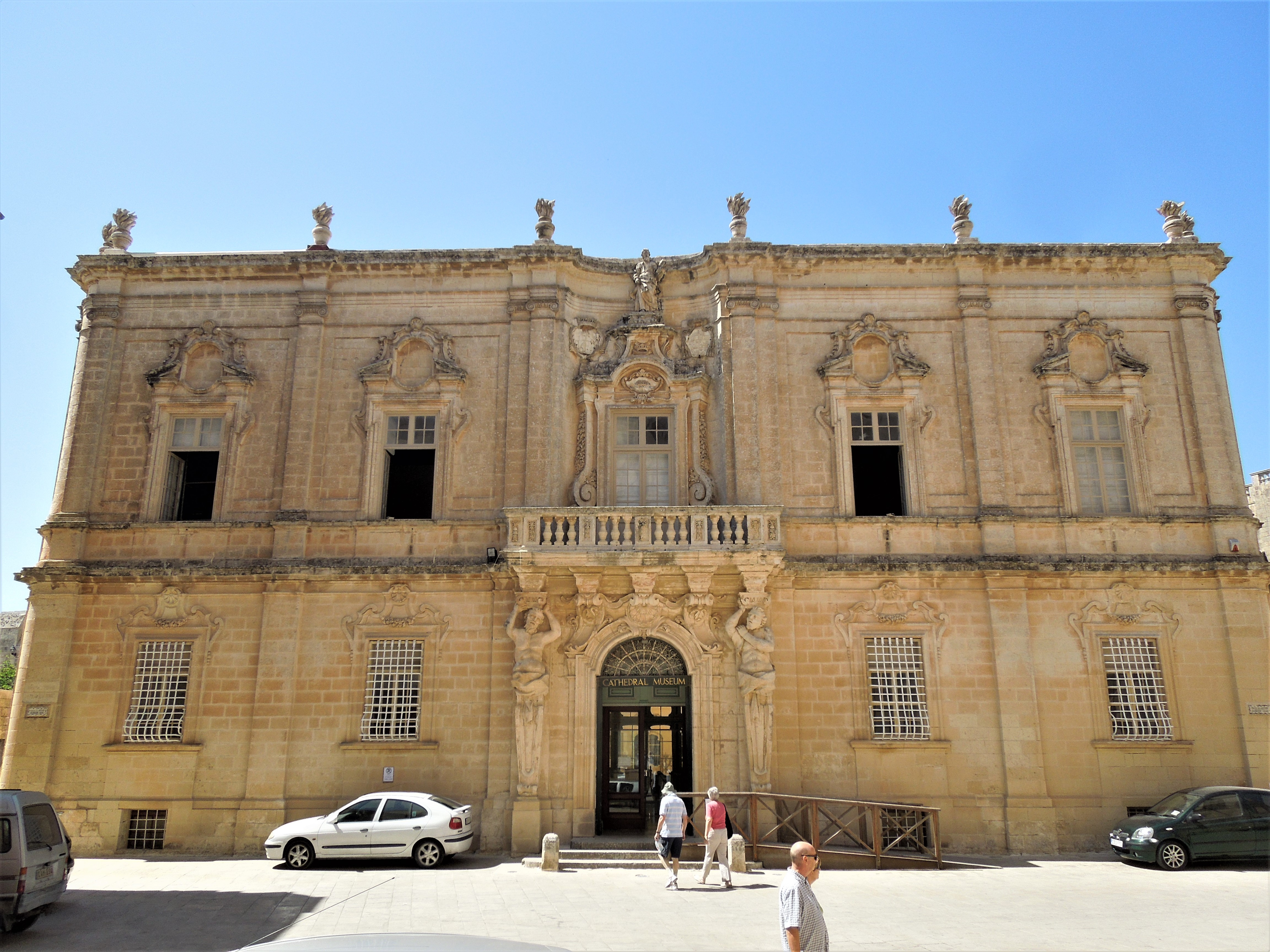
Das Kathedralmuseum

## Bauwerke (Auswahl)
- Den Hauptzugang zur Stadt bildet das Main Gate, das der Großmeister des Malteserordens Antonio Manoel de Vilhena (1663–1736) bauen ließ.
- Am östlichen Stadtrand erhebt sich die Kathedrale St. Paul, hinter deren einfacher doppeltürmiger Fassade sich ein prächtig ausgestalteter dreischiffiger Innenraum zeigt. Während der Boden mit farbigen Marmorgrabplatten ausgelegt ist, zieren sizilianische Malereien mit Szenen aus dem Leben der Apostel Petrus und Paulus das Deckengewölbe.[2]
- Südlich der Kathedrale befindet sich das Kathedralmuseum, dessen größter Schatz eine Sammlung von Kupferstichen und Holzschnitten Albrecht Dürers bildet.
- Die Kirche San Pietru fil-Ktajjen wurde 1625 errichtet.
- Im Norden der Stadt steht der Palazzo Falson, wegen seines aus der normannischen Zeit stammenden Fassadenschmucks auch als Norman House bezeichnet.

## Verkehr
Mdina war von 1883 bis 1931 durch die Bahnstrecke Valletta–Mdina mit Valletta verbunden.

## In den Medien
Das Stadttor von Mdina wird in der ersten Staffel der US-amerikanischen Fantasy-Fernsehserie Game of Thrones als Stadttor der Hauptstadt Königsmund verwendet.

## Söhne und Töchter
- Francesco Az(z)opardi (1748–1809), Komponist
- Joseph Calleia (1897–1975), Schauspieler